# Riverdale (Bronx)
Riverdale is een wijk in het New Yorkse stadsdeel The Bronx. Het was in 1852 gesticht als forenzenplaats voor New York. In 1873 werd het geannexeerd door de stad. De wijk wordt bestuurd door de Bronx Community Board 8.
Er is een meningsverschil over de grens tussen Spuyten Duyvil en Riverdale, en vaak wordt Spuyten Duyvil beschouwd als een buurt van Riverdale.

## Geschiedenis
In 1646 kocht Adriaen van der Donck uit Breda grond in het huidige Riverdale. In 1850 werd de Hudson Line aangelegd en werd een station gebouwd. In 1852 werd Riverdale-on-Hudson door vijf ondernemers gesticht bij het station als een forenzenplaats.
Riverdale was onderdeel van de gemeente Yonkers. In 1872 werd Yonkers een stad. Het zuidelijk gedeelte van de gemeente scheidde zich af, en stichtte de gemeente Kingsbridge. De gemeente was geen lang leven gegund, want de stad New York was ontevreden over de slechte infrastructuur ten noorden van de stad, en annexeerde Kingsbridge in 1873. De voormalige gemeente bestond uit de huidige wijken Kingsbridge, Riverdale, en Spuyten Duyvil. In 1898 werd het een onderdeel van de borough The Bronx.
In Riverdale werden exclusieve woonwijken gebouwd. Fieldston was een landgoed van de familie Delafield. In 1909 werd het een privéwijk waar alleen grote alleenstaande villa's mogen worden gebouwd. Riverdale ontwikkelde zich als een wijk waar veel orthodoxe joden wonen. In 1974 werd de 20 verdiepingen tellende Permanente Missie van de Sovjetunie (tegenwoordig Rusland) aan de Verenigde Naties in North Riverdale gebouwd.

## Demografie
De wijken Riverdale en Spuyten Duyvil vormen samen één censusgebied. In 2020 telden de wijken 47.927 inwoners. 55,6% van de bevolking is blank; 6,5% is Aziatisch; 8,5% is Afro-Amerikaans en 24,7% is Hispanic ongeacht ras of etnische groepering. In 2019 was het gemiddelde gezinsinkomen US$89.192, en ligt boven het gemiddelde van de stad New York ($72.108).

## Transport
Er zijn twee metrostrations in Riverdale: 238th Street en Van Cortlandt Park-242nd Street. De wijk wordt bediend door het Riverdale Station aan de Hudson Line. De snelweg New York State Route 9A loopt door Riverdale naar Manhattan.

## Bekende inwoners
- Lou Gehrig (1903-1941), honkballer[14]
- Hy White (1915-2011), jazzgitarist
- John F. Kennedy (1917-1963), politicus en president. Kennedy bracht zijn jeugd door in Riverdale[15]
- Rosalyn Sussman Yalow (1921-2011), medisch-natuurkundige en Nobelprijswinnaar (1977)[16]
- Robert Lefkowitz (1943), wetenschapper en Nobelprijswinnaar (2012)[17]
- Tony Schwartz (1952), journalist en auteur
- Neil deGrasse Tyson (1958), astrofysicus en wetenschapscommunicator[17]
- Eliot Spitzer (1959), jurist, politicus, en gouverneur van New York[15]
- Julia Garner (1994), actrice[18]

## Galerij

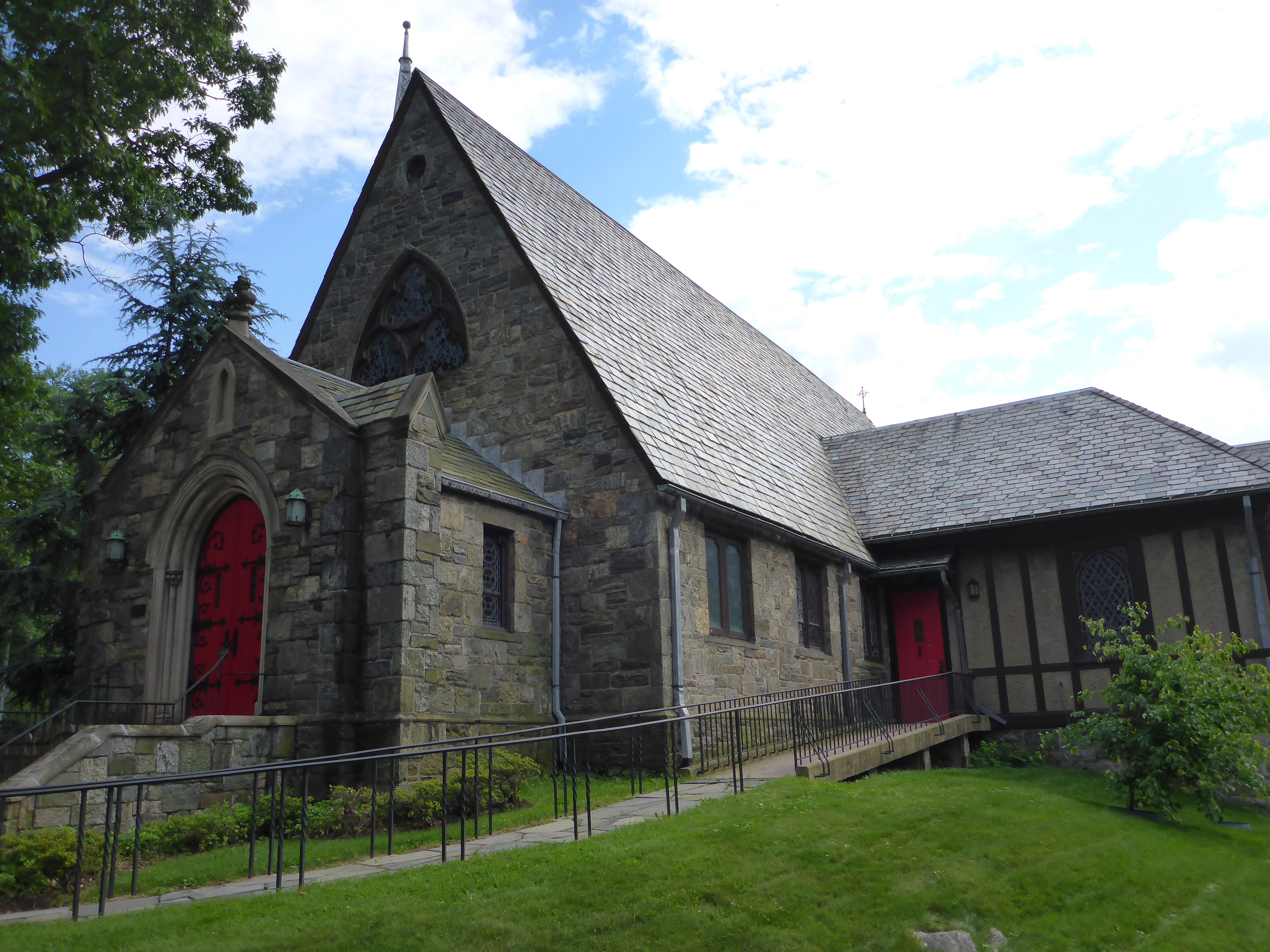
Presbyteriaanse kerk in Riverdale
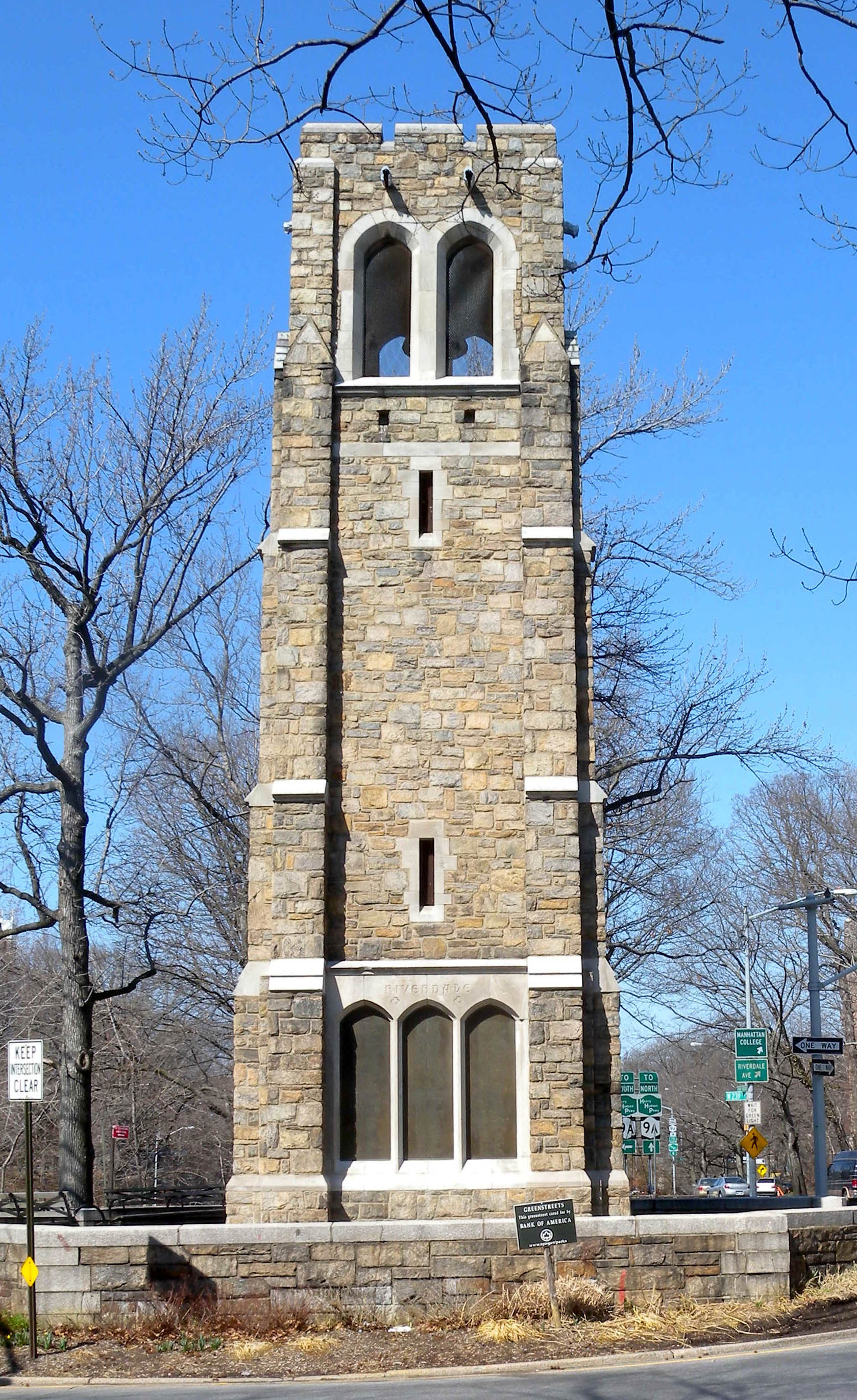
Bell Tower Park
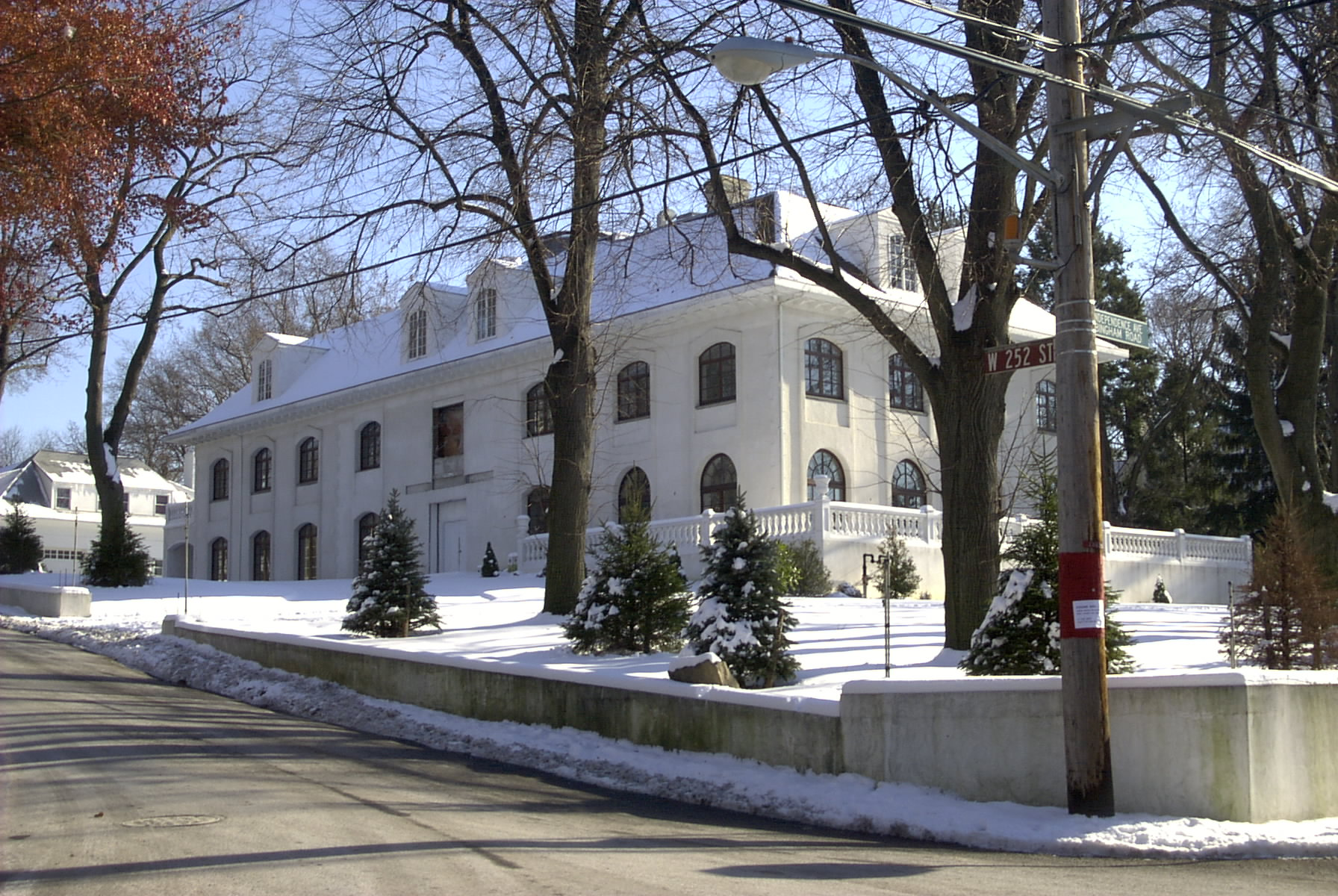
Huis waar John F. Kennedy zijn jeugd had doorgebracht
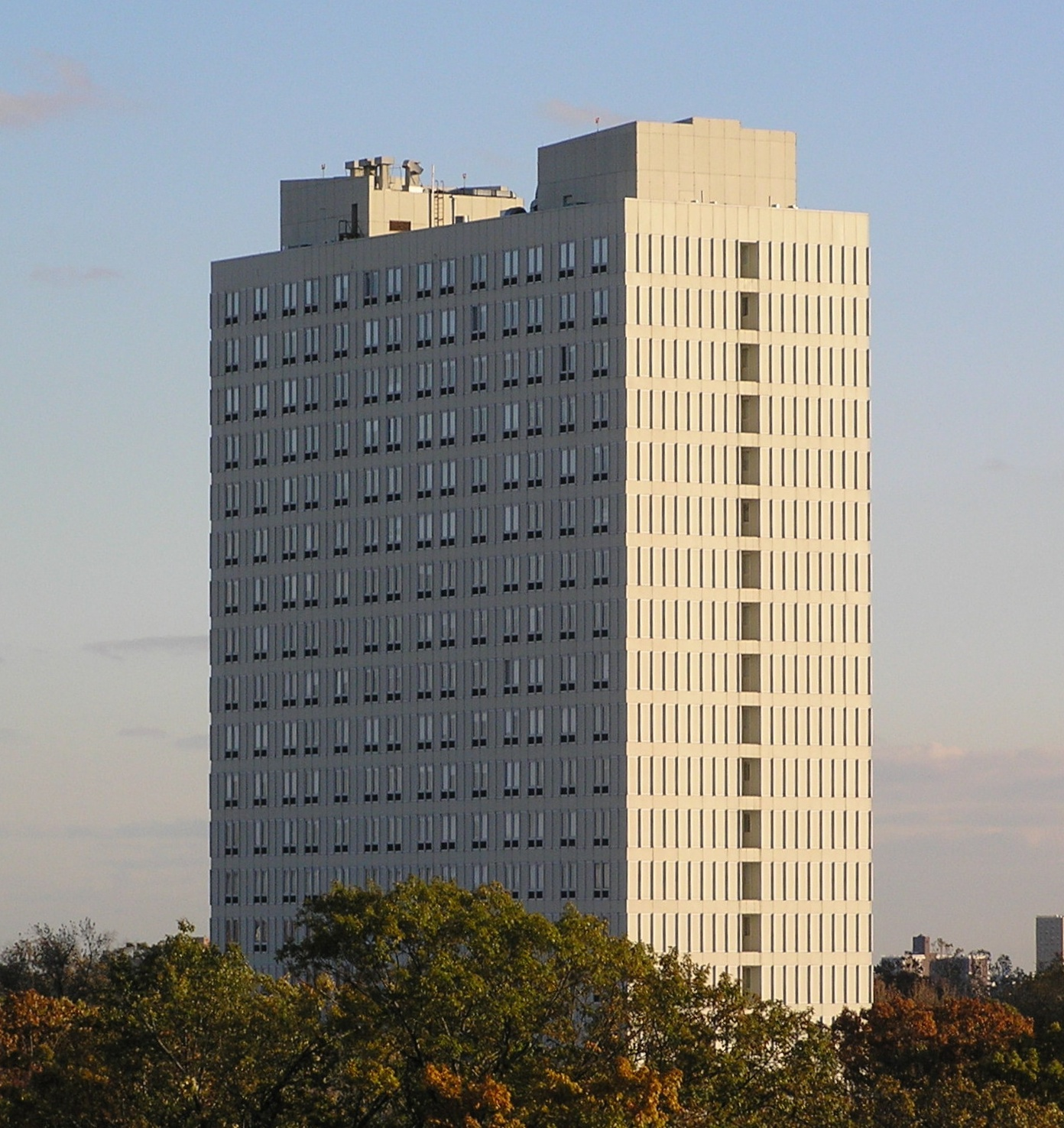
Russische missie

- Library of Congress Control Number: n80061072
- MusicBrainz: d73a52b2-af77-41f6-a89e-e270b6af181e
- Nationale Bibliotheek van Israël: 987007548187105171
- Virtual International Authority File: 124331444

City Island · Concourse · Co-op City · Fordham · Kingsbridge · Morrisania · Parkchester · Riverdale · Spuyten Duyvil · Throgs Neck · Wakefield · West Farms